# Mortes em setembro de 2022
Mortes em 2022: ← Janeiro – Fevereiro – Março – Abril – Maio – Junho – Julho – Agosto – Setembro – Outubro – Novembro – Dezembro →
Esta é uma relação de pessoas notáveis que morreram durante o mês setembro de 2022, listando nome, nacionalidade, ocupação e ano de nascimento.

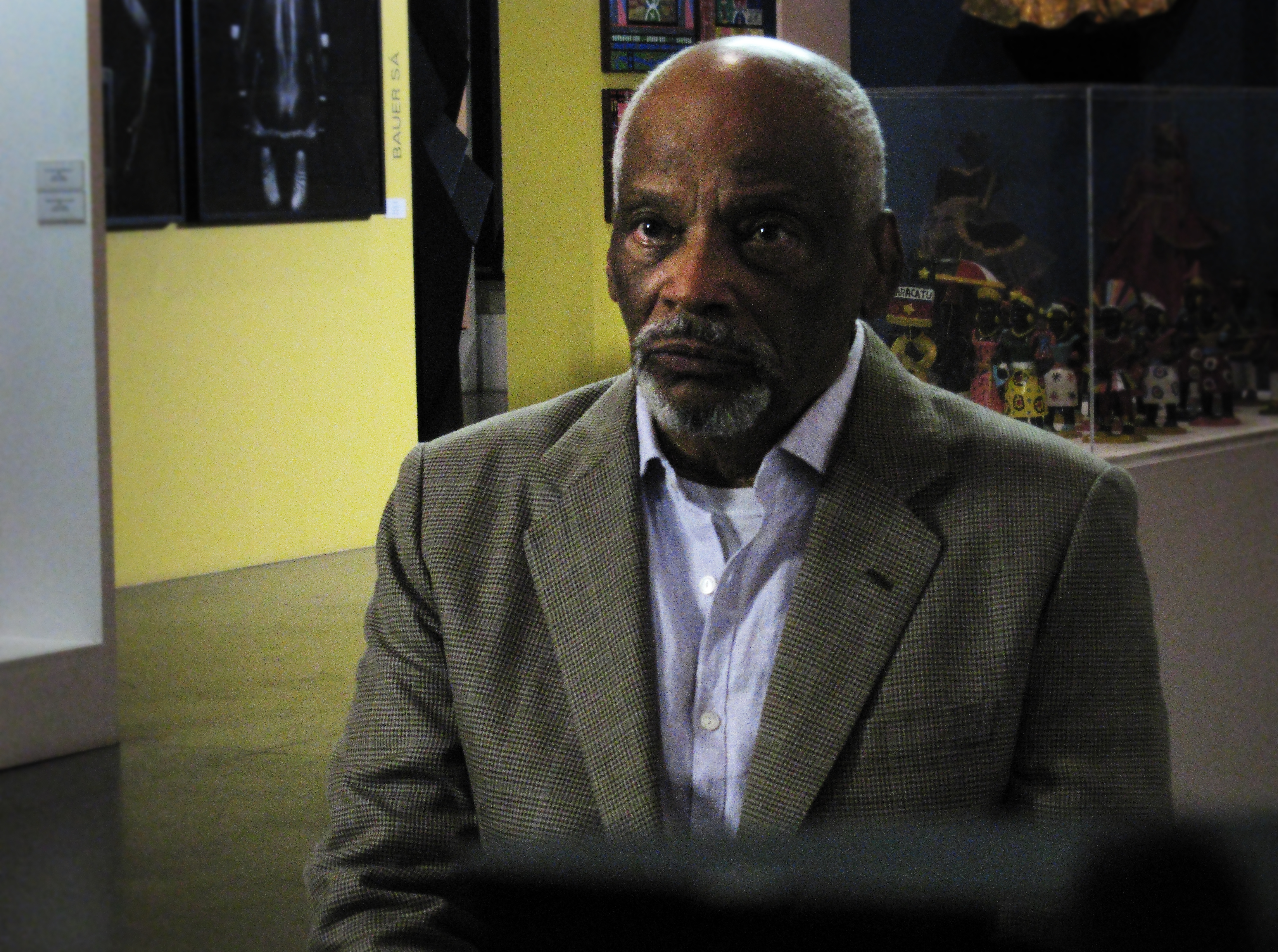
Emanoel Araújo, artista plástico brasileiro.

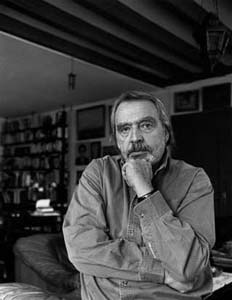
Alain Tanner, cineasta suíço.

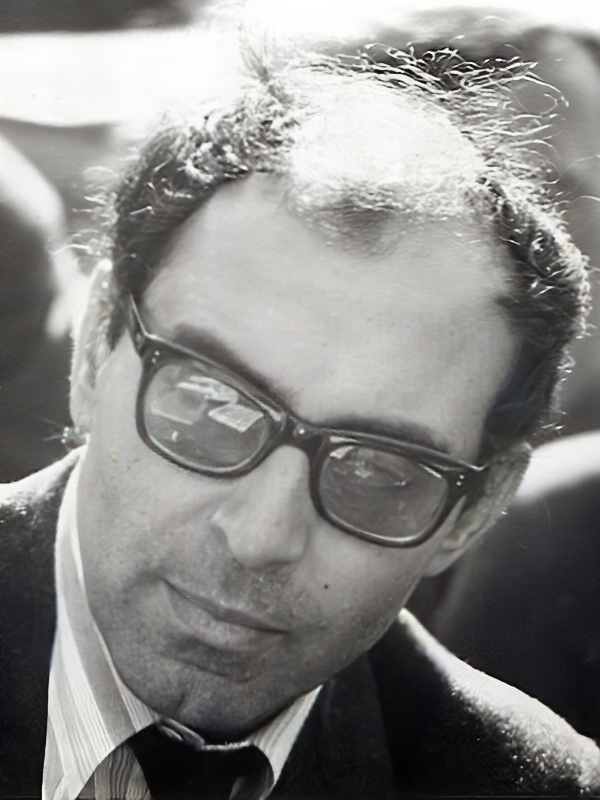
Jean-Luc Godard, cineasta franco-suíço.

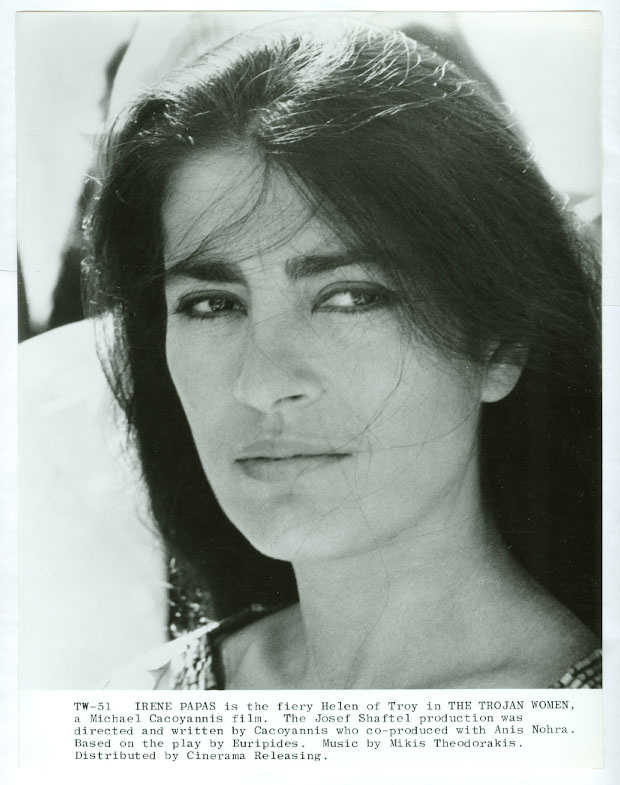
Irene Papas, atriz e cantora grega.

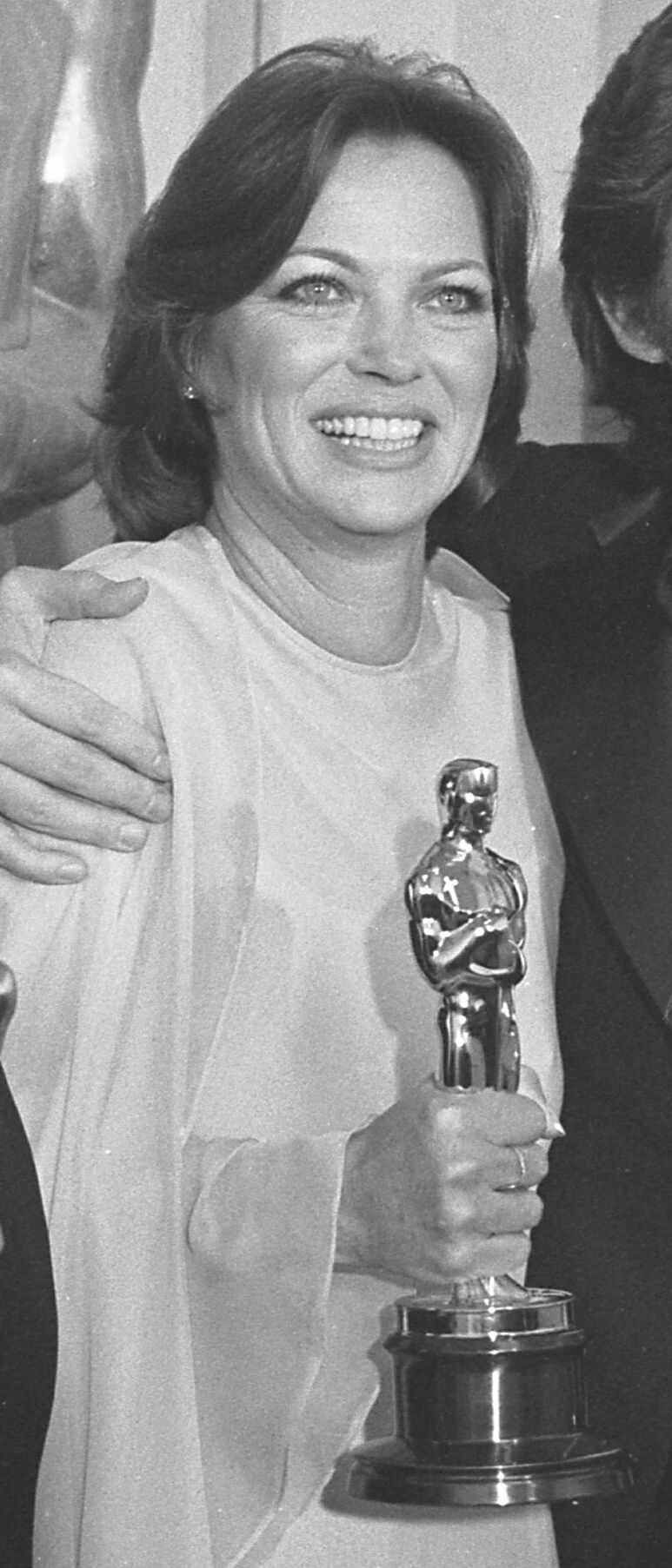
Louise Fletcher, atriz estadunidense.

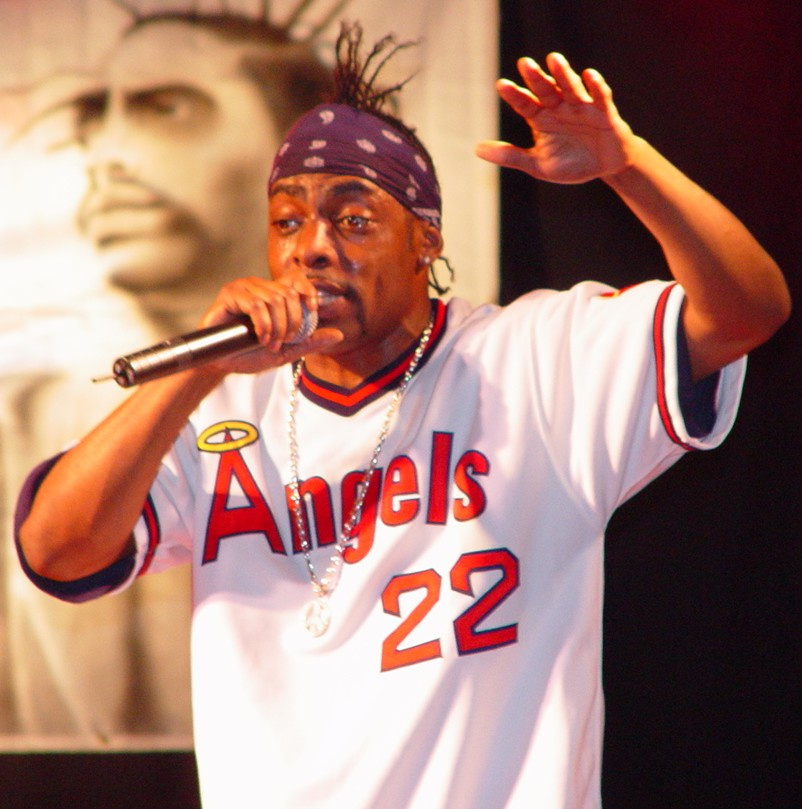
Coolio, rapper e ator estadunidense.

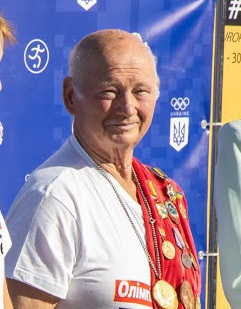
Iúri Zaitsev, halterofilista russo.

| Dia | Nome                        | Profissão ou motivo de reconhecimento                     | Nacionalidade             | Nasc. | Ref    |
| --- | --------------------------- | --------------------------------------------------------- | ------------------------- | ----- | ------ |
| 1   | Earnie Shavers              | Pugilista                                                 | Estados Unidos            | 1944  | [ 1 ]  |
| 1   | Barbara Ehrenreich          | Escritora e ativista                                      | Estados Unidos            | 1941  | [ 2 ]  |
| 2   | Manuel Almeida Duarte       | Futebolista                                               | Portugal                  | 1945  | [ 3 ]  |
| 2   | Frank Drake                 | Astrônomo                                                 | Estados Unidos            | 1930  | [ 4 ]  |
| 2   | João Carlos da Rocha Mattos | Magistrado                                                | Brasil                    | 1948  | [ 5 ]  |
| 2   | Joseph Cheng Tsai-fa        | Prelado                                                   | Taiwan                    | 1932  | [ 6 ]  |
| 3   | Jeff German                 | Jornalista                                                | Estados Unidos            | 1953  | [ 7 ]  |
| 4   | Peter Straub                | Escritor                                                  | Estados Unidos            | 1943  | [ 8 ]  |
| 4   | Robert Bintz                | Ciclista                                                  | Luxemburgo                | 1930  | [ 9 ]  |
| 4   | Claus-Frenz Claussen        | Escultor e professor                                      | Alemanha                  | 1939  | [ 10 ] |
| 5   | Leonardo Guimarães Neto     | Economista e sociólogo                                    | Brasil                    | 1937  | [ 11 ] |
| 6   | Sydney Shoemaker            | Filósofo                                                  | Estados Unidos            | 1931  | [ 12 ] |
| 6   | Philippe Ranaivomanana      | Prelado                                                   | Madagáscar                | 1949  | [ 13 ] |
| 7   | Emanoel Araújo              | Artista plástico                                          | Brasil                    | 1940  | [ 14 ] |
| 7   | Bernard Shaw                | Jornalista                                                | Estados Unidos            | 1940  | [ 15 ] |
| 7   | Piet Schrijvers             | Futebolista                                               | Países Baixos             | 1946  | [ 16 ] |
| 7   | Valeri Polyakov             | Cosmonauta                                                | Rússia/ União Soviética   | 1942  | [ 17 ] |
| 8   | Isabel II                   | Rainha do Reino Unido                                     | Reino Unido               | 1926  | [ 18 ] |
| 8   | Paulo de Pitta e Cunha      | Advogado e professor                                      | Portugal                  | 1937  | [ 19 ] |
| 8   | Wilma Martins               | Pintora, gravadora, desenhista, figurinista e ilustradora | Brasil                    | 1934  | [ 20 ] |
| 9   | José Liberal de Castro      | Arquiteto                                                 | Brasil                    | 1926  | [ 21 ] |
| 9   | Marina de Andrade Marconi   | Antropóloga e folclorista                                 | Brasil                    | 1923  | [ 22 ] |
| 9   | Shelby Jordan               | Jogador de futebol americano                              | Estados Unidos            | 1952  | [ 23 ] |
| 10  | William Klein               | Fotógrafo                                                 | Estados Unidos            | 1926  | [ 24 ] |
| 11  | Javier Marías               | Escritor                                                  | Espanha                   | 1951  | [ 25 ] |
| 11  | Alain Tanner                | Cineasta                                                  | Suíça                     | 1929  | [ 26 ] |
| 11  | Elias Theodorou             | Lutador                                                   | Canadá                    | 1988  | [ 27 ] |
| 12  | Vítor de Aguiar e Silva     | Professor e escritor                                      | Portugal                  | 1939  | [ 28 ] |
| 12  | PnB Rock                    | Rapper                                                    | Estados Unidos            | 1991  | [ 29 ] |
| 13  | Jean-Luc Godard             | Cineasta                                                  | França/ Suíça             | 1930  | [ 30 ] |
| 13  | Ken Starr                   | Advogado                                                  | Estados Unidos            | 1946  | [ 31 ] |
| 13  | Sílvio Lancellotti          | Jornalista                                                | Brasil                    | 1944  | [ 32 ] |
| 13  | Kostas Kazakos              | Ator                                                      | Grécia                    | 1935  | [ 33 ] |
| 14  | Bill Pearl                  | Fisiculturista                                            | Estados Unidos            | 1930  | [ 34 ] |
| 14  | Irene Papas                 | Atriz e cantora                                           | Grécia                    | 1929  | [ 35 ] |
| 14  | Géza Csapó                  | Canoísta                                                  | Hungria                   | 1950  | [ 36 ] |
| 14  | Henry Silva                 | Ator                                                      | Estados Unidos            | 1926  | [ 37 ] |
| 14  | Mariano Ondo                | Futebolista                                               | Guiné Equatorial          | 1999  | [ 38 ] |
| 14  | Rubén Placanica             | Ciclista                                                  | Argentina                 | 1943  | [ 39 ] |
| 14  | Toshiko Taira               | Artista têxtil                                            | Japão                     | 1921  | [ 40 ] |
| 15  | Francescantonio Nolè        | Arcebispo                                                 | Itália                    | 1948  | [ 41 ] |
| 15  | Fritz Pleitgen              | Jornalista e escritor                                     | Alemanha                  | 1938  | [ 42 ] |
| 15  | Saul Kripke                 | Filósofo                                                  | Estados Unidos            | 1940  | [ 43 ] |
| 15  | Brian Binnie                | Astronauta comercial                                      | Estados Unidos            | 1953  | [ 44 ] |
| 16  | Luciano Vassalo             | Futebolista e treinador                                   | Etiópia                   | 1935  | [ 45 ] |
| 16  | José Amoroso Filho          | Futebolista                                               | Brasil                    | 1937  | [ 46 ] |
| 16  | Mahsa Amini                 | Ativista                                                  | Irão                      | 2000  | [ 47 ] |
| 17  | Vlado Milunić               | Arquiteto                                                 | Croácia                   | 1941  | [ 48 ] |
| 17  | Kelsang Gyatso              | Monge e escritor                                          | Reino Unido/ China        | 1931  | [ 49 ] |
| 17  | Maarten Schmidt             | Astrônomo e professor                                     | Países Baixos             | 1929  | [ 50 ] |
| 18  | Kjell Espmark               | Escritor                                                  | Suécia                    | 1930  | [ 51 ] |
| 18  | Mustafa Dağıstanlı          | Lutador                                                   | Turquia                   | 1931  | [ 52 ] |
| 18  | Nick Holonyak               | Inventor                                                  | Estados Unidos            | 1928  | [ 53 ] |
| 19  | Joseph Anthony Fiorenza     | Prelado                                                   | Estados Unidos            | 1931  | [ 54 ] |
| 19  | Vernon Dvorak               | Meteorologista                                            | Estados Unidos            | 1922  | [ 55 ] |
| 20  | Manuela Gonçalves           | Estilista                                                 | Portugal                  | 1945  | [ 56 ] |
| 21  | Antonio Ceballos Atienza    | Prelado                                                   | Espanha                   | 1935  | [ 57 ] |
| 21  | Roland Bulirsch             | Matemático                                                | Alemanha                  | 1932  | [ 58 ] |
| 21  | Hadis Najafi                | Protestante                                               | Irão                      | 2000  | [ 59 ] |
| 22  | Jorge Fons                  | Cineasta                                                  | México                    | 1939  | [ 60 ] |
| 22  | Hilary Mantel               | Escritora                                                 | Reino Unido               | 1952  | [ 61 ] |
| 22  | John Hartman                | Músico                                                    | Estados Unidos            | 1950  | [ 62 ] |
| 22  | Carlos Pasquetti            | Professor e artista                                       | Brasil                    | 1948  | [ 63 ] |
| 22  | Mohamed Iltaf Sheikh        | Político e empresário                                     | Reino Unido               | 1941  | [ 64 ] |
| 22  | Donald M. Blinken           | Empresário e diplomata                                    | Estados Unidos            | 1925  | [ 65 ] |
| 22  | Ioannis Dimopoulos          | Político                                                  | Grécia                    | 1932  | [ 66 ] |
| 23  | Louise Fletcher             | Atriz                                                     | Estados Unidos            | 1934  | [ 67 ] |
| 24  | Pharoah Sanders             | Saxofonista                                               | Estados Unidos            | 1940  | [ 68 ] |
| 24  | Pavel Pervuchin             | Halterofilista                                            | Rússia/ União Soviética   | 1947  | [ 69 ] |
| 24  | Hudson Austin               | Militar e político                                        | Granada                   | 1938  | [ 70 ] |
| 25  | Andrés Prieto               | Futebolista                                               | Chile                     | 1928  | [ 71 ] |
| 25  | Rafael Tchimichkian         | Halterofilista                                            | Geórgia/ União Soviética  | 1929  | [ 72 ] |
| 26  | Yusuf Al-Qaradawi           | Líder religioso                                           | Egito                     | 1926  | [ 73 ] |
| 26  | Ronney Pettersson           | Futebolista                                               | Suécia                    | 1940  | [ 74 ] |
| 27  | Anne van der Bijl           | Missionário                                               | Países Baixos             | 1928  | [ 75 ] |
| 27  | Kurt Binder                 | Físico                                                    | Alemanha/ Áustria         | 1944  | [ 76 ] |
| 28  | Coolio                      | Rapper e ator                                             | Estados Unidos            | 1963  | [ 77 ] |
| 28  | João de Aquino              | Músico                                                    | Brasil                    | 1945  | [ 78 ] |
| 28  | Hilton Forrest Deakin       | Prelado                                                   | Austrália                 | 1932  | [ 79 ] |
| 29  | Paul Marie Veyne            | Arqueólogo e historiador                                  | França                    | 1930  | [ 80 ] |
| 29  | Ignacio Rodríguez Iturbe    | Naturalista e professor                                   | Venezuela/ Estados Unidos | 1942  | [ 81 ] |
| 30  | Franco Dragone              | Encenador                                                 | Bélgica/ Itália           | 1952  | [ 82 ] |
| 30  | Iúri Zaitsev                | Halterofilista                                            | Rússia                    | 1951  | [ 83 ] |
| 30  | Antonio Inoki               | Lutador e promotor                                        | Japão                     | 1943  | [ 84 ] |
| 30  | Cássio Pereira dos Santos   | Cineasta                                                  | Brasil                    | 1980  | [ 85 ] |
| 30  | Bartolomé Clavero           | Professor catedrático                                     | Espanha                   | 1947  | [ 86 ] |
| 30  | François Remetter           | Futebolista                                               | França                    | 1928  | [ 87 ] |